# Humerobates papuanus
Humerobates papuanus är en kvalsterart som beskrevs av Balogh 1970. Humerobates papuanus ingår i släktet Humerobates och familjen Humerobatidae. Inga underarter finns listade i Catalogue of Life.